# Anacroneuria payagua
Anacroneuria payagua är en bäcksländeart som beskrevs av Froehlich 2007. Anacroneuria payagua ingår i släktet Anacroneuria och familjen jättebäcksländor. Inga underarter finns listade i Catalogue of Life.